# Зеремля
Зере́мля — село в Україні, у Баранівській міській територіальній громаді Звягельського району Житомирської області. Чисельність населення становить 685 осіб (2001).

## Історія
У 1906 році — село Смолдирівської волості Новоград-Волинського повіту  Волинської губернії. Відстань від повітового міста 26 верст, від волості 5. Дворів 85, мешканців 494.
До 27 липня 2016 року — адміністративний центр Зеремлянської сільської ради Баранівського району Житомирської області.
27 липня 2016 року село увійшло до складу новоствореної Баранівської міської територіальної громади Баранівського району Житомирської області. Від 19 липня 2020 року, разом з громадою, в складі новоствореного Новоград-Волинського (згодом — Звягельський) району Житомирської області.

## Відомі люди
- Зикунов Петро Олександрович (нар. 1947) — український живописець, заслужений художник України.